# Evren Ozan
Evren Ozan (ur. 1993) – amerykański flecista, wykonawca muzyki rdzennych Amerykanów. Wśród jego przodków są Turcy, Anglicy i członkowie plemienia Osage.
Naukę gry na indiańskim flecie rozpoczął w wieku sześciu lat. Rok później ukazał się jego pierwszy album – Images of Winter. Dzięki niemu odniósł sukces w konkursie Native American Music Awards w kategorii Wschodząca Gwiazda. W 2006 roku ukazał się album Alluvia.
Evren Ozan występuje na licznych imprezach w Stanach Zjednoczonych i Europie.